# Konstantin Scharenberg
Konstantin Scharenberg, ursprünglich Konstantin Löwenberg (* 26. September 1892 in Libau, lettisch Liepāja, damals Gouvernement Kurland; † 9. Januar 1982 in Ann Arbor) war ein Professor für Neuropathologie.

## Leben
Scharenberg nahm ein Medizinstudium auf, welches er erfolgreich 1922 mit der Promotion an der Universität Hamburg beendete. In den Jahren von 1921 bis 1925 war er Dozent für Pathologie an der Psychiatrischen Universitäts-Klinik Hamburg-Friedrichsberg. In den Jahren 1926 und 1927 arbeitete er in der Universitäts-Nervenklinik Minsk.
Anfang 1927 wanderte er in die USA aus, wo er am 14. Februar 1927 in Boston eintraf. Nach einem kurzen Zwischenaufenthalt in Berlin (1928) arbeitete Scharenberg am Foxboro State Hospital in Massachusetts und von 1929 bis 1930 als Instructor of Neuropathology an der Yale University. Ab 1930 arbeitete Scharenberg als Instructor of Neuropathology am University’s Mental Health Research Institute der Universität von Michigan in Ann Arbor. Im Jahr 1934 erlangte Scharenberg den akademischen Grad eines Assistant professor, Juli 1945 den eines Associate Professor und schließlich 1952 den eines Full Professor. Ab 1937 arbeitete Scharenberg als Neuropathologe am Institut für Neuropsychiatrie des Universitätskrankenhauses. In den Jahren 1957–58 war er Präsident der American Association of Neuropathology. Scharenberg wurde 1963 emeritiert.
Konstantin Scharenberg nahm um 1936 den Familiennamen seiner Frau Erika (* 18. Oktober 1903; † 14. September 2001) an.

## Werke
- Konstantin Scharenberg, Leopold Liss: Neuroectodermal Tumors of the Central and Peripheral Nervous System. Williams & Wilkins, Baltimore 1969

## Studien
- Über eine hyalinähnliche Degeneration der Großhirnrinde bei progressiver Paralye. Diss. Hamburg 1922, publiziert in: Zeitschrift für die gesamte Neurologie und Psychiatrie 93
- Über die Senkungsgeschwindigkeit der roten Blutkörperchen bei Geisteskranken. In: Zeitschrift für die gesamte Neurologie und Psychiatrie, Dezember 1923. Volume 87. Issue 1, Seite 197–222
- Der Liquor cerebrospinalis bei menschlicher Lyssa. In: Münchner med. Wochenschr, 1926.
- Über miliare Nekrosen bei Hirnsyphilis. In: Zeitschr. f. d. ges. Neurol. u. Psych., 1927. Bd. 107. H. 5, S. 699–712
- Rabies in man. Microscopic observations. In: Archives of Neurology and Psychiatry. April 1928. Volume 19. Issue 4, S. 638–646
- Hyaline degeneration of the blood vessels in neurosyphilis. In: Archives of Neurology and Psychiatry, Oktober 1928. Volume 20. Issue 4, S. 731–740
- Alzheimer’s disease. A contribution to its etiology and classification. In: Archives of Neurology and Psychiatry, April 1929. Volume 21. Issue 4, S. 805–827
- Über gefäßbedingte Herde im Ammonshorn. In: Zeitschrift für die gesamte Neurologie und Psychiatrie, Dezember 1930. Volume 123. Issue 1, S. 485–535
- The gross and histological anatomy of the brain of a cyclops [Makroskopische und mikroskopische Anatomie des Gehirns eines Falles von Cyclopie]. In: The Anatomical Record, Oktober 1930. Volume 47. Issue 1, S. 19–29 (Digitalisat)
- Histological Studies on the Brain of a Craniopagus [Historische Studien am Gehirn eines Kraniopagus]. In: The American Journal of Pathology, Juli 1930. 6(4), S. 469–476 (PMC 2007304 (freier Volltext))
- Diffuse sclerosis and malformations of the brain in a child two years old [Diffuse Sklerose und Missbildung des Gehirns bei einem 2-jährigen Kinde]. In: The Journal of Pediatrics, Oktober 1932. Volume 1. Issue 4, S. 435–446
- Familiar organic psychosis (Alzheimer’s type). In: Archives of Neurology and Psychiatry, April 1934. Volume 31. Issue 4, S. 737–754
- A clinicopathologic study of astrocytomas [Klinisch-pathologische Studie über Astrocytome]. In: Archives of Neurology and Psychiatry, 1937. Volume 38. Issue 6, S. 1208–1223
- Hereditary cerebellar ataxia. Reports of a case and genetic study. In: Archives of Neurology and Psychiatry, März 1938. Volume 39. Issue 3, S. 570–586
- Occurence of Pick’s disease in early adult years. In: Archives of Neurology and Psychiatry, Mai 1939. Volume 41. Issue 5, S. 1004–1020
- Die Nerven und das Bindegewebe der Pia des Menschen im mikrophotographischen Bild. In: Acta. neurog., 17, S. 278–293 (1952)
- Hallervorden–Spatzsche Krankheit. In: Deutsche Zeitschrift für Nervenheilkunde, August 1952. Volume 168. Issue 3–4, S. 183–194
- Blastomatous Oligodendoglia as Satellites of Nerve Cells. A Study with Silver Carbonate. In: Archives of Neurology and Psychiatry, Oktober 1954. Volume 30. Issue 5, S. 957–967
- Die Struktur der Synapsen im Nucleus dentatus des Menschen. In: Zeitschrift für Zellforschung und Mikroskopische Anatomie, 14. Dezember 1959. Volume 51. Issue 1, S. 50–55